# Liebig (Geschlecht)

Das Hauswappen wie es durch die bürgerlichen Angehörigen des Geschlechts Liebig geführt wird: Ein oben in eine durchstrichene, gewendete vier ausgehender Anker

Liebig ist der Name eines originär lutherischen Geschlechts, das aus dem hessischen Odenwald in der historischen Landgrafschaft Hessen-Darmstadt stammt und bis ins Mittelalter zurückverfolgt werden kann. Der Darmstädter Zweig wurde 1845 erblich nobilitiert. Zweige des Geschlechts bestehen gegenwärtig fort.
Globale Bedeutung erlangte das zu den ältesten Familien im heutigen Fischbachtal zählende, in Reinheim verbürgert gewesene Geschlecht durch den berühmten Chemiker Justus Liebig (1803–1873), nach dem – bis heute – zahlreiche Institutionen sowie Straßen benannt wurden und dessen wissenschaftliches Wirken im chemischen Bereich als Grundstein der modernen Chemie gilt.
Einige zu Ehren von Justus Liebig benannte Einzelheiten tragen lediglich den Familiennamen. Es gilt hier den Mount Liebig oder die chemische Verbindung Liebigit aufzuführen.

## Geschichte

### Erste Nennungen und Familienname
Die Liebigs sind ein altes, vornehmlich bäuerliches Geschlecht aus dem hessischen Odenwald, das viele Gerichtsleute, Schöffen und Schultheißen hervorbrachte. Namentlich muss der Mannesstamm bereits sehr lange im vorderen Odenwald ansässig sein. Die beurkundeten Nennungen des Namens Liebig in den Variationen Liebinge sowie Liebing im heutigen Modautal und Ober-Ramstadt, reichen bis ins Mittelalter zurück. 
1382 wird in Wembach die Hufe Liebinge un ir erben genannt. 1415 ist Contze Liebing in Ernsthofen dokumentiert. 1431 ist ein Angehöriger des Geschlechts in Nieder-Modau genannt, der Gefälle für eine Wildhube ebenda entrichtete. Der Geschlechtsname Liebig ist wahrscheinlich von seinem Ursprung ausgehend, ein Patronym zum männlichen Vornamen Philipp.

### Stammreihe
Als urkundlich gesichert gilt, dass das Geschlecht aus Ueberau bei Reinheim stammt. Dort ist auf das Jahr 1550 ein Peter Liebig beurkundet. Die gesicherte Stammreihe beginnt am 11. November 1574 mit Hans Liebig († nach 1607), der in Ueberau mit dem dortigen Kastenhof oder Heiligenhof belehnt war. Dessen Enkel Hans Liebig (1595–1651) dient dem Gemeinwesen in den Funktionen eines Zentschöffen und Kirchenkastenmeisters sowie als Bürgermeister der landständischen Stadt Reinheim.
1638 gibt Hans Liebig seinen Lehnsbrief für den kirchlichen Heiligenhof in Reinheim zurück, den sein Großvater einst verliehen bekam. Liebig begründete dies damit, dass seine eigenen Liegenschaften seit vier Jahren brach lägen und er diese sonst nicht bewirtschaften könnte. Sein Sohn, der Reinheimer Bürger Hans Heinrich Liebig (1641–1727), ehelichte 1661 die Schultheißentochter Maria Rebecca Beilstein (1638–1713) aus Niedernhausen. Nach ihm gab es keine Vertreter des Geschlechts mehr in Reinheim. Die liebigsche Hofreite in Reinheim hatte ihren Standort am heutigen Am Biet 12.
Die Genealogie des frühen Geschlechts führt verwandtschaftlich zu der im 18. Jahrhundert angesehenen und seit 1577 in Niedernhausen nachweisbaren Schmiedemeisterfamilie Schwebel. Töchter dieser Familie treten mehrfach in der Stammfolge der Liebigs auf. Selbst Justus Liebig lässt sich mit Anna Eva Schwebel (1671–1742) auf diese alte südhessische Familie zurückführen. Weiterhin gehört der Chemiker Friedrich Konrad Beilstein (1838–1906) in verwandtschaftlicher Verbindung zur Familie Liebig.

### Äste
Aus der geraden Stammfolge heraus, teilt sich das Geschlecht in zwei Äste den Groß-Bieberauer Ast sowie den Obernhausener Ast. Erster brachte über den Ältesten Unterast unter anderem den Darmstädter Zweig hervor, aus dem sich das freiherrliche Haus bildete. Stammvater des Groß-Bieberauer Asts ist der herrschaftliche Zehnder und landgräfliche Hofmann Johann Heinrich Liebig (1693–1761), der zuerst in Niedernhausen ansässig war und 1722 nach Groß-Bieberau kam. Dort erwarb Liebig wertvolle Güter sowie eine Hofreite in der heutigen Ernst-Ludwig-Straße 2.
Mit seinem ältesten Sohn Johann Sebastian Liebig (1719–1794) setzt sich die Linie in Groß-Bieberau fort. Der Urgroßvater des berühmten Chemikers und Vorfahre vieler bekannter Persönlichkeiten ehelichte Anna Margaretha Weber (* 1719). Wie sein Vater fungierte Sebastian Liebig als Hofmann und bewohnte in Groß-Bieberau ein Haus in der Sackgasse 6. Ab 1770 bis 1777 war er in Niedernhausen Beständer des Hessischen Hofs, einem landgräflichen Gut.
Johann Sebastians ältester Sohn Johann Adam Liebig (* 1742; † nach 1809) siedelte sich als Emigrant im Wolgagebiet an. Er hatte 1766 in Büdingen Elisabeth Rebekka Zierkübel geehelicht. Die drei verbliebenen Söhne zu Sebastian Liebig bildeten die einzelnen Zweige des Älteren Unterasts aus. 

### Zweige

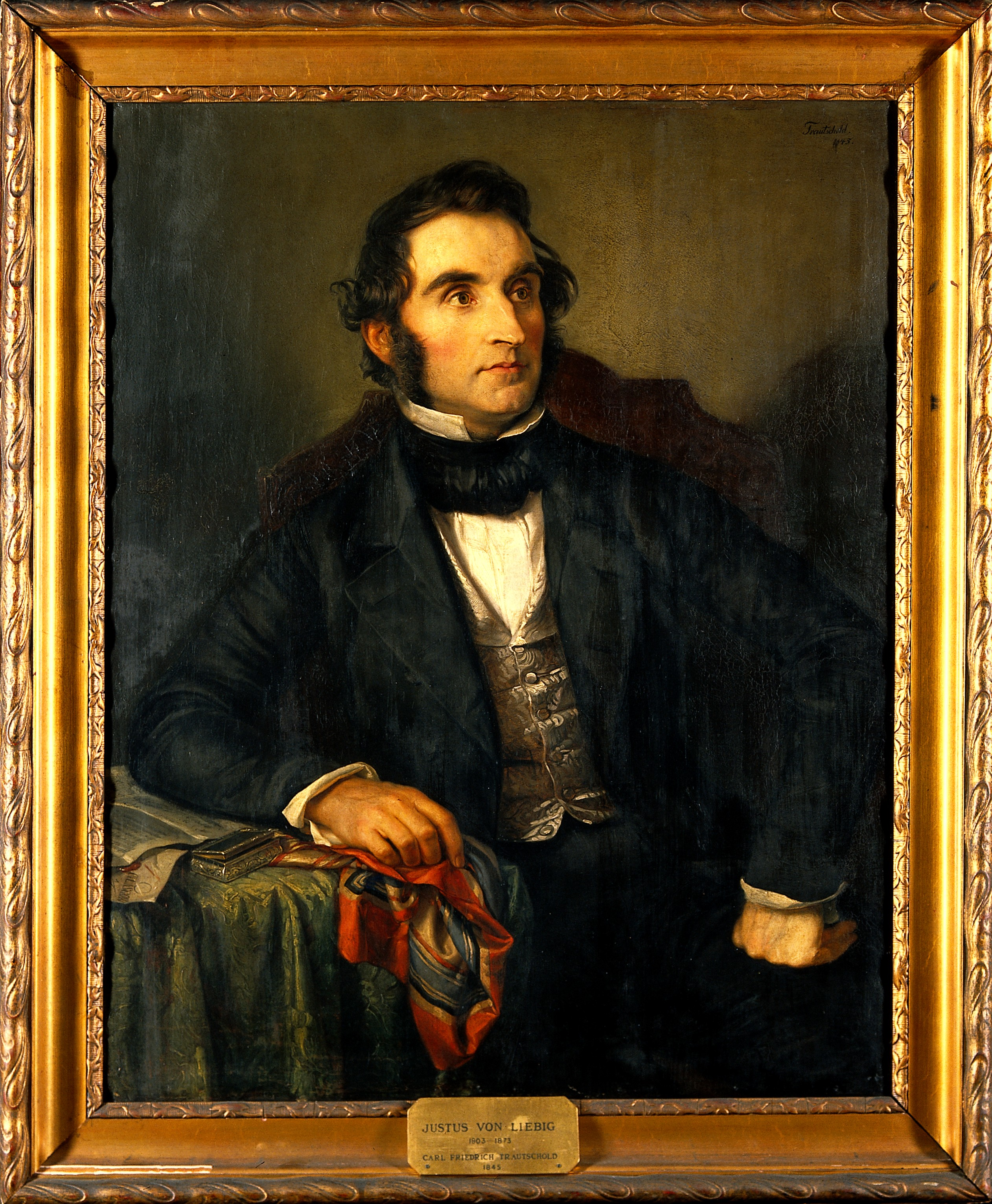
Das Porträt von Carl Friedrich Wilhelm Adolph Trautschold zeigt Justus Liebig, den Enkel des Johann Ludwig Liebig aus Groß-Bieberau in Öl gemalt. Er gehört den prominentesten Naturwissenschaftlern der Geschichte an

Johann Ludwig Liebig (1747–1818) begründete den Darmstädter Zweig. Aus seiner ersten Ehe mit Maria Katharina Abel (1747–1806) entspringt der Drogist sowie Farbenhändler Johann Georg Liebig (1775–1850), welcher der Vater des weltberühmten Chemikers Justus Liebig war. Dieser Zweig der Liebigs steht in verwandtschaftlicher Verbindung mit den Familien Harnack, Delbrück und Thiersch sowie mit Nachkommen der Verlegerfamilie Westermann oder der Familie Carrière.
Außerdem gehört beispielsweise Elly Heuss-Knapp (1881–1952), die Gattin des Altbundespräsidenten Theodor Heuss (1884–1963), zum Darmstädter Zweig der Liebigs, der mit seinen beiden bürgerlichen Häusern zudem Apotheker, Gymnasiallehrer und Druckereibesitzer hervorbrachte sowie Fabrikanten in Hannover, zu denen der Chemiker und Neffe von Justus Liebig, Georg Heinrich Ferdinand Liebig (* 1884) aus dem Zweiten bürgerlichen Haus gehört. Er war Mitinhaber der ältesten deutschen Backpulver- und Puddingpulverfabrik Meine & Liebig. Angehörige der bürgerlichen Häuser leben ferner in Chile.
Johann Jacob Liebig (1752–1809), der jüngere Bruder des Johann Ludwig Liebig, begründete mit seiner Gattin Elisabeth Margaretha Boßler (1753–1818) den Niedernhausener Zweig der Liebigs. Elisabeth Margaretha war die Tochter des aus Rodau stammenden landgräflichen Bachknechts und Wingertsmeisters Johann Heinrich Boßler (1725–1786). Durch sie ist der Niedernhausener Zweig verwandtschaftlich mit bekannten Sprösslingen der Boßler genannten Rüden verbunden. Daneben ergibt sich ein Anschluss zum Neunkirchner Stamm des Odenwälder Geschlechts Dingeldey, auch Dingeldein genannt, welches in allen Gliedern einen gemeinsamen Ahnherrn hat. Aus den Reihen der Neunkirchener Dingeldey entsprangen Theologen, höhere Beamten, hohe Offiziere und Politiker.
Die Dingeldey bildeten darüber hinaus mit der Familie Büchner, aus welcher der Schriftsteller Georg Büchner (1813–1837) hervorging, einen Heiratskreis aus. Georg Büchners 1816 geborener jüngerer Bruder der Chemiker Wilhelm Ludwig Büchner war demgegenüber an der Universität Gießen Student bei Justus Liebig.
Die Deszendenten dieses liebigschen Zweiges finden sich heute zusammen mit den Nachkommen des durch Johann Daniel Liebig (1762–1820), und seiner mit ihm verwandten Gattin Charlotta Sophia Liebig (* 1776) aus dem Mittleren Unterast, begründeten Groß-Bieberauer Zweigs in den USA wieder.

## Standeserhebungen
Am 29. Dezember 1845 erfolgte für Justus Liebig durch Großherzog Ludwig II. von Hessen und bei Rhein in Darmstadt wegen seiner wissenschaftlichen Verdienste, die Erhebung in den erblichen Adelsstand mit der Verleihung des Freiherrentitels. Am 18. Dezember 1852 fand für Justus Liebig die Immatrikulation in der Freiherrenklasse des königlich bayerischen Adels statt. Aus dieser Nobilitierung heraus, bildete sich das sogenannte freiherrliche Haus des Darmstädter Zweigs aus dem Geschlecht Liebig.

### Freiherrliches Wappen

Die heraldisch korrekte Darstellung des freiherrlich liebigschen Stammwappens

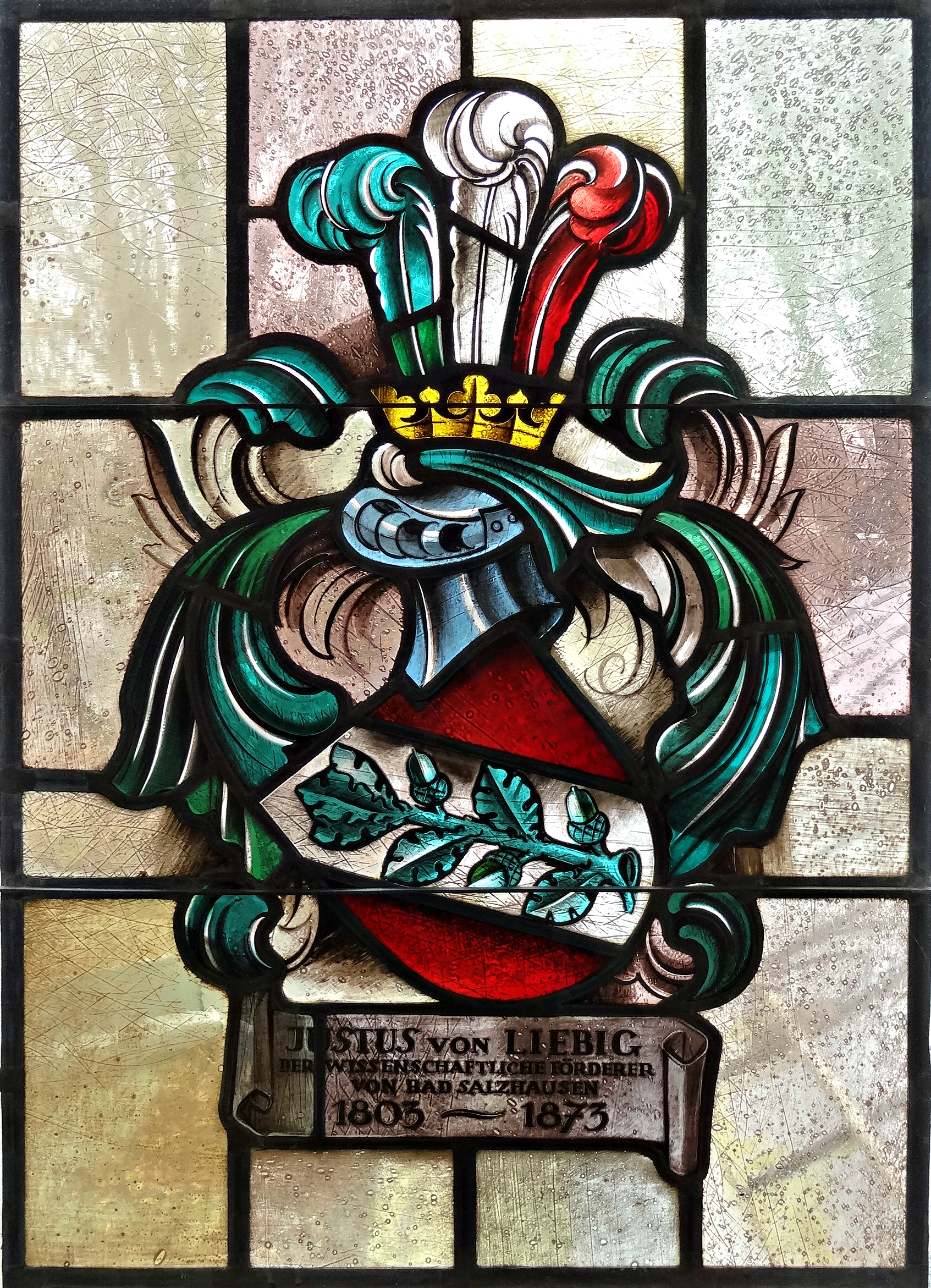
Das Wappen der Freiherren von Liebig mit fehlerhafter Darstellung der Eichenblätter in der Evangelischen Kapelle zu Bad Salzhausen

Das freiherrlich liebigsche Stammwappen: Schild in rot mit einem silberner Schrägbalken, mit einem grünen Eichenzweig belegt, der mit sieben grünen Blättern und drei goldenen Eicheln staffiert ist, die zwischen den Seitenblättern stehen, zwei rechts eine links. Die obere rechte zwischen dem ersten und zweiten, die untere rechte zwischen dem zweiten und dritten und die linke Eichel zwischen dem zweiten und dritten Seitenblatt. Das eine Blatt steht nach oben und von den übrigen drei nach rechts und drei nach links. Auf dem Schild befindet sich ein gekrönter Helm, welcher drei Straußenfedern in grün, silbern und rot trägt. Die Helmdecken sind grün-silbern. Eine Abbildung mit unvollständiger Anzahl der Eichenblätter findet sich ferner in Siebmacher’s Wappenbuch.

### Vertreter (Auswahl)
- Georg von Liebig (1827–1903), deutscher Mediziner und Klimatologe
- Hermann von Liebig (1831–1894), deutscher Agrarwissenschaftler
- Eugen von Liebig (1868–1925), deutscher Jurist und Versicherungsfachmann
- Hans von Liebig (1874–1931), deutscher Chemiker und alldeutsch-völkischer Publizist